# Nelsonia gracilis
Nelsonia gracilis là một loài thực vật có hoa trong họ Ô rô. Loài này được Kaj Børge Vollesen mô tả khoa học đầu tiên năm 1994.

## Phân bố
Loài này phân bố tại vùng miền nam nhiệt đới châu Phi (Angola, Malawi, Zambia).